# Passiflora danielii
Passiflora danielii är en passionsblomsväxtart som beskrevs av Ellsworth Paine Killip. Passiflora danielii ingår i släktet passionsblommor, och familjen passionsblomsväxter. Inga underarter finns listade i Catalogue of Life.